# Милица Стојадиновић Српкиња
Милица Стојадиновић (Буковац, 6. јул 1828 — Београд, 25. јул 1878), позната и по уметничкоме имену Српкиња, била је српска књижевница.
Родила се 1828. године у сремском селу Буковац, на Фрушкој гори. Милица је у образовању била самоука, али је вредно учила. Говорила је седам светских језика и  свирала је гитару. Њена поезија заснивала се на родољубљу, а надахнути стихови донели су јој велику славу. Остала је упамћена по песничком дневнику "У Фрушкој гори", у коме доминирају љубав према српском народу, обичном животу и природи.
Милица Стојадиновић Српкиња је међу првим песникињама које су писале поезију на српском језику. Живела је и стварала у време Вукове борбе за књижевни језик и правопис те, уз Бранка Радичевића и Његоша, припада групи писаца који су ту Вукову борбу за српски језик здушно подржали, у време када је жена била потцењена и обесправљена.
Бавила се прикупљањем народне поезије. Од њених песама објављених у три књиге (1850, 1855, 1869), успешније су према званичној историографији српске књижевности оне интимнијег карактера. Постала је прва жена ратни извештач. Њену репортажу "Срце барикаде" објавио је "Мађарски дневник".
Пред крај живота прешла је да живи у Београд, где је преминула 25. јула 1878. године, потпуно заборављена од свих, у крајњој беди. Било јој је само 48 година. Милица Стојадиновић Српкиња најпре је сахрањена у Београду, на гробљу недалеко од цркве Светог Марка, а касније, 1905. године њени земни остаци пренети су у Пожаревац, у породичну гробницу њеног синовца. Данас почива у порти манастира Сремачка Раваница (Врдник).
У част њеног рада и доприноса српској књижевности, установљена је награда која се додељује у оквиру манифестације Милици у походе, центра за културу "Милош Црњански".

## Биографија
Родила се 1828. године у сремском селу Буковац, на Фрушкој гори, 6. јула 1828. године, у породици свештеника Василија. Прве риме писала је као тринаестогодишња девојчица на папирићима, када је похађала девојачку школу у Варадину, а прве песме објавила је 1847. године у "Сербском народном листу". Тада постаје "Врдничка вила", јер су у то време писмене жене била права реткост.
Била је жарки родољуб („жарка родољубица”) и поздравила је пламен који је 1848. био захватио целу стару Европу као прву светлост младе слободе српске. Певала је о „славенској липи”, као о „дрвећу слободе” у Француској, Книћанина и његове добровољце са фесовима и са кубурлијама за појасом, војводу Стевана Шупљикца, за којега су се толике наде везивале, све јунаке трагичне и крваве Буне. У оделу од три народне боје, она је ишла пред народним поворкама које су из Фрушке горе стизале у Вуковар. Када су се ствари окренуле рђаво по Србе, када су се са висина Фрушке горе могла видети бачка села у пламену, и када се сваки час очекивао прелаз Мађара у Срем, осамнаестогодишња девојка, која је читала Шилерову Јованку Орлеанку, заветовала се да ће са гитаром у руци отићи у српски логор и песмом распаљивати гнев и храброст српских бораца.
И од 1848. њено име се сусреће у српским листовима и часописима онога доба, у Војвођанци, Седмици, Шумадинци, Фрушкогорци, доцније у Даници, и безимено у Путнику и Комарцу. Њене песме изилазе у три маха 1850, 1855, и 1869. године, и она се поздравља не само као лепа нада но као украс и понос целе српске поезије.
Јаким националним осећањем она је имала пуно право да своме имену дода и реч „Србкиња”. Кад је говорила о старој слави српској, вели Франкл, „глас би јој звучао некако свечано-елегично”. Своју учитељицу, одрођену Српкињу, која јој је била рекла: „ти си врло даровита; штета што си од рацке породице", Милица је тако загрејала, да су обе проводиле ноћи, читајући јуначке песме српске, историју српску, и плакале над пропалом старом славом српском.
Када је 1862. отпочело бомбардовање Београда, она је дошла у Београд, и из вароши по којој су лежала мртва телеса и где је ваздух мирисао на барут, она пише своме пријатељу Ђорђу Рајковићу: „Нисам могла срцу одолети да не видим војнике србске, и не могу вам речима представити, како ми је било кад сам их видела. На свакој барикади по њих 50, у сваком видим јунаке из војевања Ђорђевог и Милошевог, тако сваком из очију говори одушевљење и жеља ударити се што пре са косовским врагом. Ја сам цео дан у Београду била, и провела сам га само у обилажењу барикада и у гледању ратника они'! Кад сам у вече полазила, чисто би' плакала, што одлазити морам”.
Била је сарадница многих листова и прва је жена ратни извештач. Њену репортажу под насловом Срце и барикаде из Београда, који је 1862. био поприште ратних сукоба, објавио је Маџарски дневник исте године. Пред крај живота, напустивши Врдник, прелази у Београд, где је и умрла 25. јула 1878. године, потпуно заборављена у крајњој беди. Кости су јој 1905. године са Ташмајданског гробља у Београду пренете у Пожаревац где јој је живео брат и положене су у заједничку гробницу. У Врдник је постављен споменик, рад вајара Јована Пешић, 1905. године, поред манастира Сремске Раванице. Касније, 2009. године, споменик је поново премештен и сада се налази у кругу манастирском. Савремена критика Милицу сматра предводницом плејаде српских песника. Њена лирика се сматра „основом српског сентиментализма” и везом српског песништва са Европом тога доба.
(приређено према чланку Јована Скерлића).
Вук Стефановић Караџић ју је волео као своје дете и називао је „моја кћи из Фрушке”. Његош је говорио о тој лепој и младој девојци; „Ја појета, она појета, да нијесам калуђер, ето кнегиње Црној Гори!” Кнез Михаило био јој је више но заштитник: одан пријатељ. Када је долазила у Београд, београдски књижевници су је дочекали како се ниједан српски писац дотле није био дочекао. Љубомир П. Ненадовић величао је у својим стиховима, славио њене „лепе песме” и „чуства права”. Ђорђе Рајковић јој је посвећивао своје стихове. Иван Мажуранић, прослављени песник Смрти Смаил-аге Ченгића, долазио је да је види. Јован Суботић силазио је са своје висине славом овенчанога песника и говорио са њом као једнак са једнаким. И ван скромних граница српске књижевности било се чуло име ове необичне девојке: Јохан Габријел Сајдл посветио joj једну пријатељску песму; са Лудвигом Аугустом фон Франклом била је у преписци, и у својој старости песник је сачувао верну и нежну успомену на пријатељицу из младих дана; чешка приповедачица Божана Њемцова њена је пријатељица са којом се дописује. Листови су доносили њене слике, по свима крајевима причало се о песникињи из Фрушке горе, људи су долазили да је виде.

## Књижевни рад
Сва је њена поезија родољубива, општа, поучна и пригодна. Она сасвим припада старијем нашем песничком нараштају, оном који је певао четрдесетих година 19. века. Она цени Његоша и хвали Бранка Радичевића, али га жали као жена, његову младост, оне сузе и венац Вукове кћери на гробу у Марксовом Гробљу. Песници које она чита и уздиже то су код Немаца Хердер, Клопшток и Геснер, поред Гетеа и Шилера, а од српских Јован Ст. Поповић, Ђорђе Малетић, Никола Боројевић, Јован Суботић. У њеном дневнику „У Фрушкој гори” сама је описала једну наивну, готово детињасту романтичарску сцену. Дошао јој у посету Суботић са својом младом женом. „Песникова љуба” вели своме мужу: „Станите, певче, да вам ваш венац прочитам”, и чита му стихове које му је Милица посветила. Он, увек свечан, затегнут и сујетан, пружа јој руку, и са олимпијске висине говори: „Ја се радујем и поносим што ми га је ваша рука исплела”. А она му одговара: „Жао ми је што нисам тој дичној глави умела лепши савити венац”.
Своме пријатељу Франклу пише она о српском народу: „Он заслужује да буде у страном свету уздигнут, ма да није достигао онај врхунац образовања који су срећни народи давно достигли, јер ми је народ столећима био опкољен тамом несреће, која још притискује понеки лепи део српскога народа”. „Српкост” и „љубав к роду”, то је главна, ако не и једина жица њене лире. Као и сви који су певали у њено доба, она велича спомене старе славе и сјаја, Душана и његове походе и победе; она тужи над гробовима где су покопане наде српске, лије сузе над Косовом, над мртвом главом честитога Кнеза и плахога Милоша Обилића. Она велича ускрс народа српског, Карађорђа, Хајдук-Вељка, Милоша Обреновића.
Она је била једна од ретких српских песника тог доба који су имали симпатија за Србију. Романтичари, чак и Љубомир П. Ненадовић, унук и син хероја из борбе за ослобођење, имали су љубави и песама само за кршеве Црне Горе и њене јунаке, а Србија им је изгледала обична, земаљска, недостојна да се њени истрајни напори и прозаично напредовање опевају на једној романтичарској лири. Милица Стојадиновић је волела Србију, „моју праву отаџбину”, вели у једном писму, то „мало число у слободи”, тај „одлом од великог царства”, драгу земљу где „слободе дрво цвета”, драгоцену залогу боље будућности народне.
Она је волела књижевност што је необично за жене тог времена у српским приликама. Поезија њена је сувише пригодна и „објективна”. Добра „песмотворка” имала је осећања али се брижљиво чувала да оном што је интимно, лично, њено, даде израза. Врло су ретки колико толико топлији и бољи стихови у њеној ладној стихованој прози. И ретке оазе су њене песме као она „На смрт једној лепој сеоској девојци умрлој 2. марта 1855”.
Можда је једина њена добра родољубива песма „Србско Војводство”, испевана 1867:
У Фрушкој гори близу код Сиона

У задужбини мајке Ангелине,

Ту мрачног гроба отварају с' врата

Деспота Ђурђа сужнога да приме.

Ту лежи деспот; име, власт деспотску

Заједно с њиме покри земља црна.
Милица Стојадиновић оставила је трајнији спомен својим песничким дневником „У Фрушкој гори”, писаним од 3. маја до 22. септембра 1854, и изданим у три свеске, прва 1861. у Новом Саду, друга 1862. у Земуну, и трећа 1866. опет у Новом Саду.
Дању заузета домаћим пословима, читањем или девојачким сањаријама, она је увече, у тишини, у својој мирисној соби девојачкој, бележила утиске које је дан оставио на њену осетљиву душу, уносила своја писма Љубомиру П. Ненадовићу, Вуку Караџићу, преводе из Франкла или Балзака, народне песме и приповетке, рефлексије о садањем васпитању младих девојака, цео један млад, свеж живот, сву своју осетљиву и књигама загрејану душу. Љубомир Ненадовић је био њена једина љубав.
Тај живот младе песникиње има поезије, поред свега прозаичнога оквира у коме се креће. Она је кћи сеоскога попа, сама живи сеоским животом и хвали се својом „селском простотом”. Она шије кошуље, плете чарапе, тка на разбоју, пере рубље, меси хлеб, надгледа како се виноград окопава и трава плеви. Она се добро осећа у тој сеоској атмосфери, у мирису планинскога ветра и босиљка из мале баште. Ујутру крупним очима својим она гледа буђење живота на селу који су сеоски петлови огласили, слуша блејање оваца, рикање волова, пуцање бичева, песме копача ранилаца. Она воли тај прост свет и има топлих симпатија за сељака, „на кога труде Бог благу росу и плодну кишу шаље.” Она обилази болеснике, учи сеоске девојке женским радовима, пише молбе онима који имају посла са судом, родитељска писма момцима у „солдачији,” а када прође селом, голуждрава сеоска деца лете јој у сусрет и у наручја.
Куда ме сада одвлачи чувство?

У поље тужно, у поље пусто,

Великом гробу среће и славе,

Јунака дични', царске главе,

Ах, свако Српче које се роди

Срце га прво Косову води...
Слободне часове она проводи у страсним читањима, и никад не може да се нажали што нема времена да се сва преда сновима и илузијама које књиге дају, да подигне свој вазда отворени дух, и да испуни своју немирну девојачку душу. Она заборавља на своју ситну егзистенцију кћери сеоскога свештеника, читајући Гетеа, „евангелиста нашег столећа”, мрачног и поетичног, „са раздробљеним срцем” Бајрона, осећајнога Жан-Жак Русоа и патетичнога Шилера.
У њеном дневнику љубав према народу и љубав према простом животу и природи сливају се у складну целину. Она је задахнута идејама Жан-Жак Русоа. Свршила је „обершул” у Варадину, била на „изображењу” код једне „васпитатељке, пореклом Мађаркиње и благороднице,” научила је немачки и свира у гитар, али она не воли то помодно, туђинско „воспитаније,” сав тај „отров западне цивилизације.” Она хоће да српска девојка у првом реду буде Српкиња, родољубива, побожна, скромна и радна, да воли свој матерњи језик, своју прадедовску веру, природан живот, благе нарави. Она се поноси тиме што у кући ради као и обична сеоска девојка која књигу није у руци имала. „Мало прије, вели она, да је дошао тко, би зачуђено погледао кад ми мама рече: „Иди умеси једну питу за ручак”. „Јер то свету није познато, да ја и сем писања што радим и радити умем, већ ме праве да сам слепа код обадва моја лепа бистра србска ока”.
Она сматра за велику несрећу народну што „учена и отмена класа” упада у „ништедржање” вере и цркве и што се за мерило образовања почиње узимати неверовање. „Ја се срдим”, вели она, „на нашег великог песника Његоша, што је казао, да се не пита како се ко крсти, већ чија му крвца греје прси. Нема од тога ништа: ко се како крсти, онако му дишу и прси, то нас бар искуство учи”.
У дворишту манастира Врдник на Фрушкој гори, од пролећа 1912. године налази се њена биста, рад вајара Јована Пешића.

## Наслеђе
Сваког октобра, Милици у част, одржавају се Књижевни сусрети „Милици у походе”. Ова манифестација се одржава неколико дана и има програме у Новом Саду, Буковцу (њена родна кућа) и Врднику (месту где је живела). У оквиру програма од 1994. године додељује се и престижна Књижевна награда „Милица Стојадиновић Српкиња”, коју додељује Културни центар Војводине „Милош Црњански”.
У циљу остварења и јачања родне равноправности, кад су у питању књижевна признања, књижевна награда „Милица Стојадиновић Српкиња”, додељује се, од 2009. године, само песникињама. Културни центар Војводине, по Правилнику о додели ове књижевне награде, расписује Конкурс, а о најбољој збирки поезије одлучује жири стручњакакоји чине еминентни књижевни критичари.
Кућа у којој је живела Милица Стојадиновић Српкиња је у којој је песникиња провела највећи део свог живота налази се у Врднику и под заштитом Завода за заштиту споменика културе. Поред куће, која је наводно у лошем стању, налази се и спомен табла, која указује да је ту некада живела жена изузетног талента за књижевност. У Врднику и Пожаревцу се налазе њене бисте.
Књижевница Светлана Матић је 2019. године објавила књигу "Поздрав Милици Стојадиновић Српкињи", где јој посвећује песму, пише о њеном животу и тако уводи у савремену литературу. Лидија Николић такође пише књигу о чувеној српској песникињи, под називом "Врдничка вила".
У њеном родном Буковцу, данас постоји академско културно-уметничко друштво које носи њено име.

## Вики књиге на српском
- Аница Савић Ребац: Милица Стојадиновић Српкиња

## Галерија
- Милица Стојадиновић Српкиња.
- Друга свеска песничког дневника Милице Стојадиновић Српкиње У Фрушкој гори (Земун, 1862)
- Трећа свеска песничког дневника Милице Стојадиновић Српкиње У Фрушкој гори (Нови Сад, 1866)
- Биста у Пожаревцу.